# Prinzenstraße (metrostation)
Prinzenstraße is een station van de metro van Berlijn, gelegen aan de kruising van de Gitschiner Straße en de Prinzenstraße in de Berlijnse wijk Kreuzberg, ten noorden van het Böcklerpark. Het viaductstation werd geopend op 18 februari 1902 aan de eerste Berlijnse metrolijn, het zogenaamde stamtracé. Station Prinzenstraße, een beschermd monument, is tegenwoordig onderdeel van lijn U1 en U3.
Het bovengrondse station, een standaardconstuctie van ijzer en glas, werd ontworpen door het ontwerpbureau van Siemens & Halske en heeft twee deels overkapte zijperrons. Vanwege ruimtegebrek onder de perrons bevinden de uitgangen zich aan weerszijden van de Gitschiner Straße, de toegangen zijn door middel van overdekte bruggen over de straat met het station verbonden. Hierdoor heeft elk van beide perrons een aparte toegang. Aan de zuidzijde stond oorspronkelijk een vrijstaand toegangsgebouw van de hand van Paul Wittig, de noordelijke ingang was in een woonblok geïntegreerd. In 1929 werden de perrons vanwege het toenemende aantal reizigers verlengd.

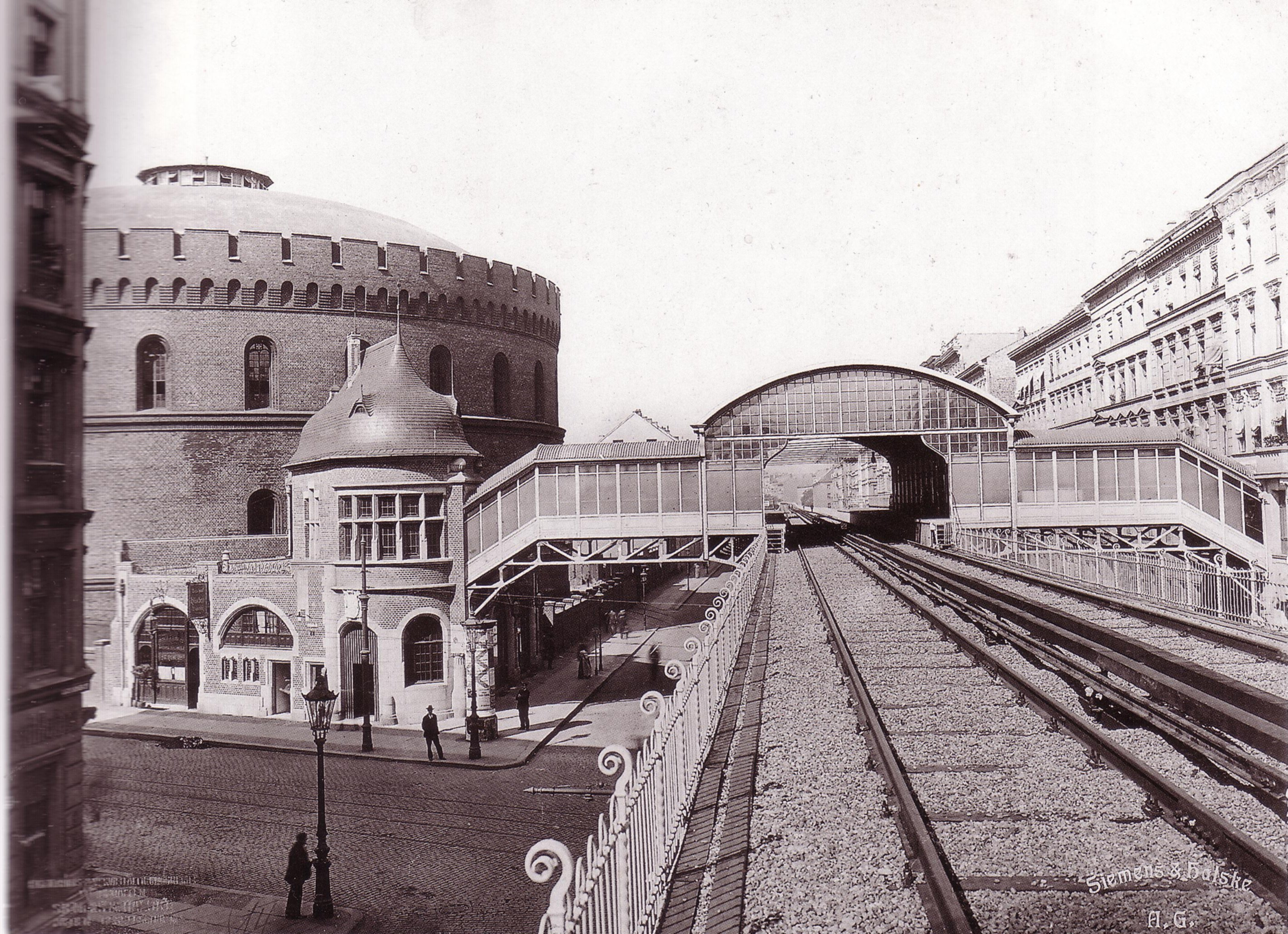
Station Prinzenstraße vlak voor de opening

Het metrostation zelf werd in de Tweede Wereldoorlog nauwelijks getroffen, maar van de beide toegangen bleef weinig over. Het verwoeste huizenblok aan de noordzijde van de Gitschiner Straße werd na de oorlog afgebroken en alleen het erin geïntegreerde trappenhuis bleef behouden. Aan de zuidkant van het station verees een eenvoudig nieuw toegangsgebouw. Pas in het begin van de jaren 1950 kon het station weer volledig in gebruik genomen worden. In 1981 werd het provisorische trappenhuis aan de noordzijde afgebroken en vervangen door een in 1984 gereedgekomen multifunctioneel gebouw waarin zich een parkeergarage en dienstruimtes van de BVG bevinden. De zuidelijke toegang werd in 1991 herbouwd. Het nieuwe glazen toegangsgebouwd is met een lift uitgerust.